# Bert R. Bulkin
Bertram Raoul Bulkin (20 juillet 1929 - 10 mars 2012) est un ingénieur aéronautique américain qui a participé aux premiers programmes de reconnaissance photographique satellitaire américains, et est plus connu pour son rôle dans la construction du télescope Hubble.

## Biographie

### Enfance et éducation
Bulkin est né à Brooklyn, à New York, il est le fils de deux immigrants, David Bulkin et Anne Clara Strauss,. Après un court passage à Springfield, dans le Massachusetts, il retourne à Brooklyn, où il fait ses études. Bulkin est diplômé du lycée John Marshall (Los Angeles, Californie) en 1946 à 16 ans. Il étudie à l'Université de Californie à Los Angeles, où il reçoit un baccalauréat universitaire ès sciences dans le génie aéronautique. Pendant son temps à l'UCLA, il prend un emploi d'été aux Skunk Works (Lockheed), situé à Burbank, en Californie.

### Carrière

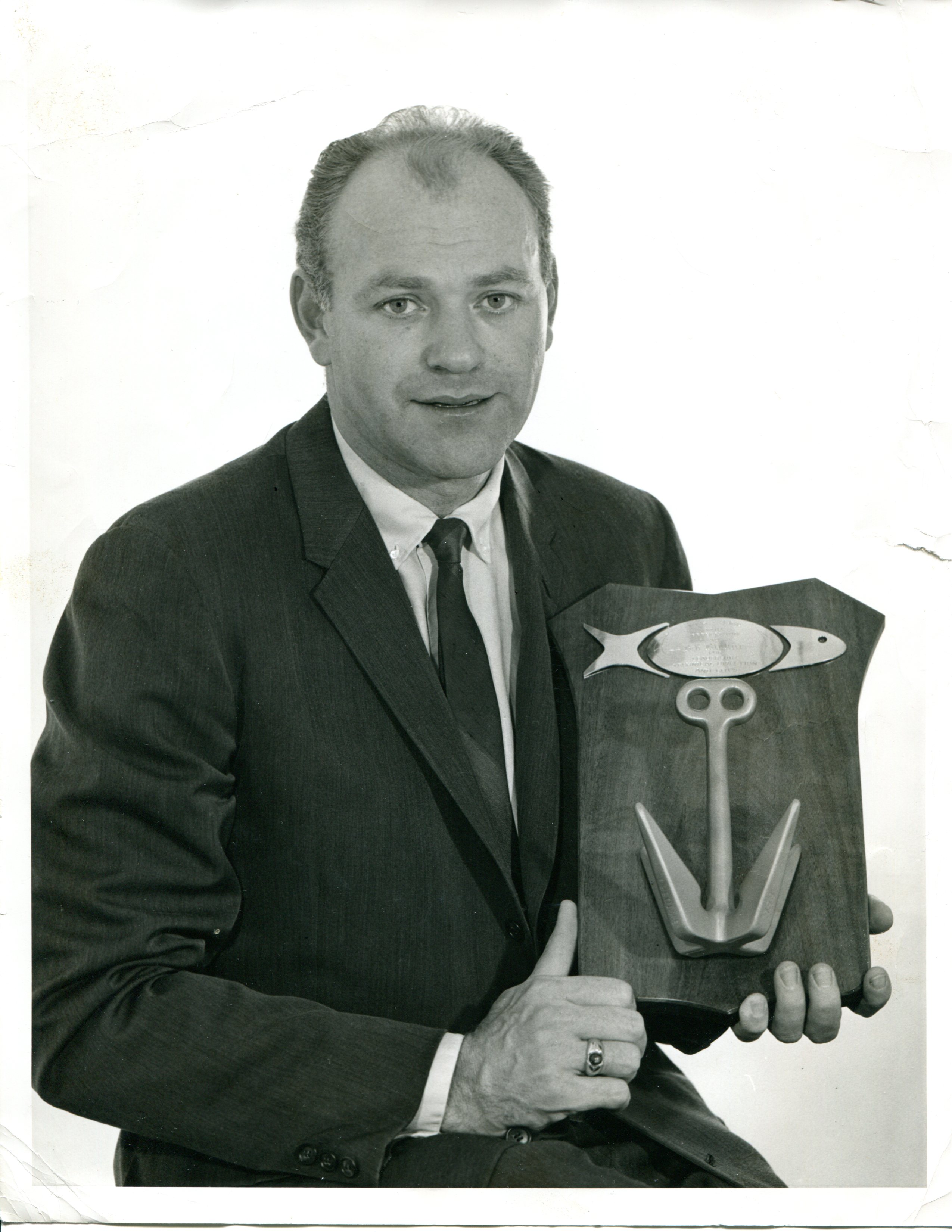
Bert Bulkin avec le Corona recovery hook vers 1960.

Bulkin commence sa carrière comme dessinateur de détail pour les Skunk Works de Lockheed à Burbank, en incorporant des croquis de systèmes électriques ou autres dans les plans directeurs pour les avions. En février 1954, il dépose un brevet pour un bouton éclairé de l'intérieur qui pourrait être utilisé dans le cadre d'un système d'avertissement à bord d'avion ; ce brevet est accordé en décembre 1956. En 1957, il travaille comme ingénieur de conception. Il prend ensuite un emploi chez Hiller Helicopters à Palo Alto, en Californie, qui offre une couverture pour le programme Corona, classifié à l'époque, premier satellite de reconnaissance photographique américain. Les collègues de Bulkin le créditent de la proposition d'utiliser des balles de ping-pong pour refroidir l'intérieur d'un module satellite. La tradition de Corona comprend l'histoire d'un autre collègue arrêté par la California Highway Patrol pendant la conduite depuis la Bay Area à un lancement à Vandenberg Air Force Base, incapable d'expliquer les valises de balles de ping-pong qu'il transportait à l'arrière de sa Ford Thunderbird.
Après avoir terminé un cours de gestion à l'Institut de gestion de Lockheed à l'Université de Santa Clara en 1965, il devient le responsable de l'intégration de la charge utile pour le programme Hexagon, un autre programme précoce de reconnaissance par satellite, jusqu'en juillet 1970. Depuis lors et jusqu'en 1972, il est le réalisateur du développement de projet avancé pour la division électro-optique de l'International Telephone and Telegraph à Fort Wayne, dans l'Indiana.
À son retour à Lockheed, il est affecté sur proposition de la société pour construire le Support Systems Module (« module des systèmes de soutien ») ou engin spatial de base pour le télescope spatial Space Telescope ou Large Space Telescope (ST ou LST, plus tard rebaptisé télescope spatial Hubble ou HST). Dès le début, les observateurs notent la continuité de conception entre les modules des systèmes pour Hexagon et LST. Après Lockheed remporte un contrat en octobre 1977, Bulkin gère initialement la section de l'équipement. Lockheed devient responsable de l'intégration physique de tous les systèmes à bord du télescope.
En tant que gestionnaire de programme de Lockheed pour le Large Space Telescope, Bulkin accompagne les hauts responsables de Lockheed aux audiences devant la House of Representatives' Subcommittee on Space Science and Applications (Sous-commission de la Science spatiale et ses applications de la Chambre des représentants des États-Unis) le 16 juin 1983 et prend part à plusieurs questions du Groupe spécial sur le coût, le calendrier et les problèmes de performances liés au projet du Télescope Hubble,.
En janvier 1985, Robert W. Smith, du History Project Space Telescope de la NASA interviewe Bulkin, qui examine plusieurs des questions de conception et de gestion qui ont surgi à ce moment-là. L'accident de la navette spatiale Challenger conduit à une révision de l'ensemble du programme de la navette spatiale, retardant le lancement de Hubble de 1986 à 1990.
Bulkin décrit le 24 avril 1990, date du lancement du télescope spatial Hubble « comme regarder votre belle-mère aller sur une falaise dans votre Cadillac flambant neuf ». Interrogé au moment du lancement sur ce que les scientifiques espéraient voir avec le nouvel instrument, il répond simplement « Dieu ».
Le 10 juillet 1990, Bulkin apparait avec des représentants d'autres entreprises qui contribuent au programme Hubble devant le Subcommittee on Science, Technology, and Space of the Committee on Commerce, Science, and Transportation (Sous-comité sur la science, la technologie, et de l'espace de la commission du Commerce, de la Science et des Transports). Il apparait en tant que directeur de Lockheed des Scientific Space Programs (programmes scientifiques spatiaux) pour répondre aux préoccupations du Congrès au sujet de défauts découverts dans l'Optical Telescope Assembly préparé pour Hubble par Hughes-Danbury (PerkinElmer).
Bulkin prend sa retraite comme directeur de Lockheed des Scientific Space Programs en 1992.

### Travail consultatif scientifique
À la retraite, Bulkin siège à plusieurs comités consultatifs scientifiques nationaux, notamment ceux pour trois des quatre télescopes spatiaux du programme Grands observatoires de la NASA : Hubble, Chandra, et Spitzer.
- External Independent Readiness Review Board for the Chandra Telescope
- Committee on the Engineering Challenges to the Long-Term Operation of the International Space Station[11]
- Independent Review Team for the Lyman-Spitzer Infrared Telescope
- Assessment of Options for Extending the Life of the Hubble Space Telescope[12]

### Décès
Bulkin est décédé des complications d'une crise cardiaque au Lodi Memorial Hospital le 10 mars 2012, entouré par ses enfants et plusieurs petits-enfants et de son épouse Margaret Reed Talbot Bulkin. Sa première épouse Bernice (Horn) Willers est décédée avant lui, ainsi que sa nouvelle femme, Carolyn Lee (Walker) Bulkin, ses parents et sa sœur Shirley (Bulkin) Katz Livingston. En 2012, le nom de Bulkin est inscrit sur le National Air and Space Museum's Wall of Honor au Steven F. Udvar-Hazy Center.

## Récompenses

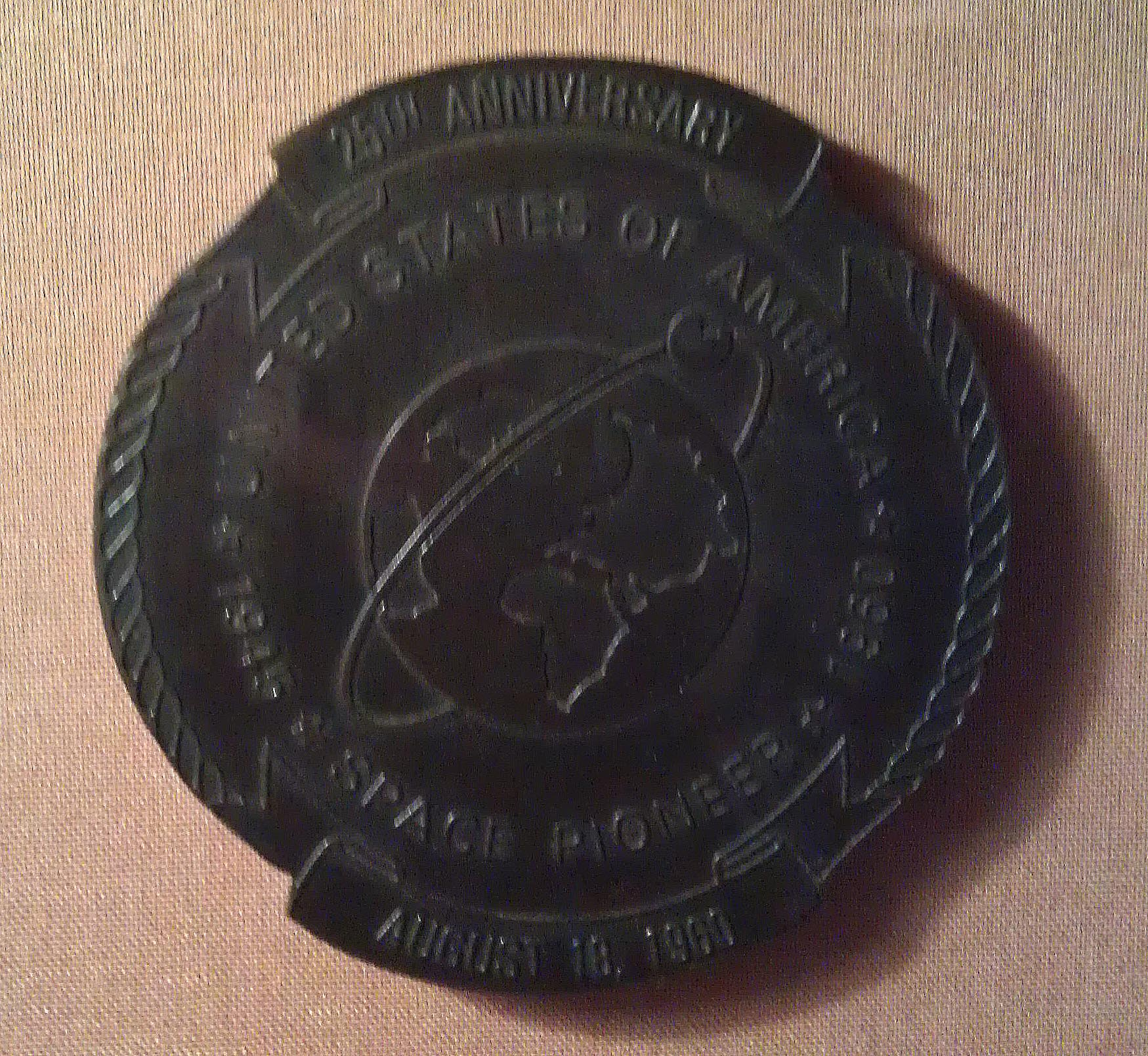
Pionnier de la technologie spatiale pour son travail sur le premier programme de satellites espion des États-Unis

- Pioneer of Space Technology (pour son travail sur le programme Corona) (CIA, 1985)
- NASA Distinguished Public Service Medal (NASA, 21 mars 1991)
- Lodi Hall of Fame (Lodi, Californie, 2008)[14]